# Altmann, Sankt Gallen
Altmann är en bergstopp i Schweiz. Den ligger i distriktet Wahlkreis Toggenburg och kantonen Sankt Gallen, i den östra delen av landet. Toppen på Altmann är 2 435 meter över havet.
I omgivningarna runt Altmann förekommer i huvudsak kala bergstoppar och gräsmarker.